# Odder (općina)
Odder je općina u danskoj regiji Središnji Jutland.

## Zemljopis
Općina se nalazi u istočnom dijelu poluotoka Jutlanda, prositire se na 225,13 km2.

## Stanovništvo
Prema podacima o broju stanovnika iz 2010. godine općina je imala 	21.727 stanovnika, dok je prosječna gustoća naseljenosti 96,51 stan/km2. Središte općine je grad Odder.

### Veća naselja
| Veća naselja u općini |               |                    |
| Br.                   | Naselje       | Stanovnika (2010.) |
| 1.                    | Odder         | 11.233             |
| 2.                    | Hov           | 1.438              |
| 3.                    | Ørting        | 692                |
| 4.                    | Gylling       | 634                |
| 5.                    | Saksild       | 612                |
| 6.                    | Hundslund     | 559                |
| 7.                    | Bovlstrup     | 319                |
| 8.                    | Neder Randlev | 245                |
| 9.                    | Torrild       | 224                |

## Vanjske poveznice
- Službena stranica općine